# Витлејем
Витлејем (арап. بيت لحم [ — Беит Лахм] — „Кућа меса“; хебр. בית לחם [ — Беит Лехем] — „Кућа хлеба“; антгрч. Βηθλεέμ [, модерно ]; лат. Bethleem) је град на подручју Палестинске самоуправе с више од 25.000 становника. Град се налази 10 km јужно од Јерусалима. Витлејем је сједиште Витлејемске губерније.
У свету је град познат по томе што је родно мјесто Исуса Христа (према Новом завету). Овде живи једна од најстаријих хришћанских заједница на свету, која због исељавања данас има мали број припадника. Према вјеровању овде је рођен и краљ Давид који је ту и крунисан за краља Израела.
Витлејем је као место Исусовог рођења (у шта неки научници сумњају) данас једно од најпознатијих светских ходочасничких одредишта. У граду се налази Црква Рођења Христовог (Храм Христовог Рођења). Због ескалације израелско-палестинског сукоба, број ходочасника опада.

## Историја

### Библијско раздобље
Витлејем се први пут спомиње у Библији (у Књизи постања), гдје стоји (Пост 35, 15) да је Јаков своју љубљену жену Рахелу покопао „на путу у Ефрату, то јест Витлејем“. Кад су Израелци освојили „обећану земљу“ Канаан(Света Земља), Витлејем је припао Јудином племену. Збивања из старозаветне Књиге о Рути такође се већим делом догађају на подручју Витлејема.
Витлејем је према 1. књизи Самуиловој место порекла рода једног од најзначајнијих староизраелских краљева Давида. Према пророчанствима се из Давидове лозе у Витлејему треба родити очекивани Месија. Пророк Михеј (5,1) тако каже: „А ти, Витлејеме Ефрато, ако и јеси најмањи међу тисућама Јудинијем, из тебе ће ми изаћи који ће бити господар у Израиљу“. У овом стиху се каже „Витлејем Ефрата“, како би се разликовало од истоименог места које се налазило око 11 km од Назарета.
Јеванђеље по Луки говори да се у Витлејему у доба цара Августа родио Исус и то у штали у јаслама, јер за њега није било места у свратишту. Будући да је Исусов поочим свети Јосиф потицао из Давидове лозе, а и због места рођења, где је, како Лука говори, морао са трудном Маријом путовати ради пописа становништва, Исус је, према Јеванђељима, тај жудно очекивани Месија. То је један од темеља хришћанства, док Јевреји међутим не признају Христово месијанство. Према Матеју, малог Исуса у Витлејему посетили су вођени звездом и три мудраца с Истока (у традицији света три краља) да му се поклоне, и даровали му злато, тамјан и смирну.

### Римско и византијско раздобље
Између 132. и 135, град су окупирали Римљани након његовог заузимања током устанка Бар Кохбе. Према Хадријановој наредби, Јевреји су истерани из града.Током римске владавине у Витлејему, подигнут је храм грчком богу Адонису на месту где се по веровању родио Исус. Током посета Јелене, мајке византијског цара Константина, у Витлејему је 326. почела градња цркве која је завршена 333. и која је данас позната као Црква Рођења Христовог.
Током Побуне самарићана 529, Витлејем је опљачкан, а његове зидине и Црква Исусовог рођења су уништени, али су брзо обновљени према наредбама цара Јустинијана I Године 614, персијско Сасанидско царство напало је Палестину и освојило Витлејем. Према каснијим изворима, Персијанци нису уништили град зато што су видели магове у персијској одећи у мозаику.

### Исламска власт и крсташки ратови
Године 637, убрзо након што су Јерусалим освојиле муслиманске снаге, други халиф Омар посетио је Витлејем и обећао да ће Црква Исусовог рођења остати очувана за хришћане. Близу цркве, на месту где се Омар молио у граду, изграђена је џамија. Након владавине праведних халифа, град је прешао под контролу Омаџада, Абасида и Фатимида. Године 1009, за време владавине шестог фатимидског халифа Ал-Хаким би-Амр Алаха, Црква Исусовог рођења бива уништена по његовим наредбама. Цркву је убрзо обновио његов наследник Али аз-Захир који је тиме покушао побољшати односе с Византијским царством.
Године 1099, Витлејем освајају крсташи који утврђују град и граде нови самостан на северној страни Цркве Исусовог рођења. Грчко православно свештенство замењено је католичким редовницима. Све до тада је службена хришћанска присутност на овом подручју била грчка православна. На Божић 1100, први краљ франачког Јерусалимског краљевства, Балдуин I Јерусалимски, је крунисан у Витлејему, а касније је те године у граду основан и латински епископат.
Године 1187, је египатски и сиријски султан Саладин који је водио Ајубиде, одузео крсташима Витлејем. Латински редовници су присиљени да оду, а на њихово место поново се вратило грчко православно свештенство. Саладин је пет година касније пристао на повратак два католичка свештеника и ђакона. У то време је нагло пао број ходочасника у Витлејем из Европе.
Неверски гроф Виљем IV обећао је хришћанским бискупима да ће их, у случају да Витлејем падне у руке муслимана, угостити у граду Кламсију у Бургундији. Витлејемски бискуп прихватио је овај позив 1223, а Кламеку је остао in partibus infidelium седиште Витлејемске бискупије скоро 6 векова, све до Француске револуције 1789. године.
Витлејем је заједно с Јерусалимом, Назаретом и Сидоном уступљен накратко крсташком Јерусалимском краљевству споразумом између цара Светог римског царства Фридриха IV и ајубидског султана ел Камила. Овај споразум који је склопљен 1229. обавезао је обе стране на десетогодишње примирје. Недуго након што је споразум истекао, муслимани су 1244. поново заузели Витлејем.
Године 1250, након што су на власт дошли Мамелуци под водством Бајбарса, долази то пада толеранције према хришћанству, те свештенство напушта град, а градске зидине бивају уништене 1263. године. Католичко свештенство које се вратило тек у идућем веку, уселило се у самостан крај Цркве Исусовог рођења. Контрола над црквом дата је грчким православцима, а контрола над Млечном шпиљом подељена је између њих, те католика и арменских православаца.

### Османско и египатско раздобље
Од 1517, кроз године османске владавине, власништво над црквом било је предмет свађе између католика и грчких православаца. Од 1831. до 1841. Палестином је владала египатска династија Мухамед Али. У овом раздобљу град је погодио потрес, а египатска војска је уништила муслиманску четврт, за шта је разлог била омазда због убиства Ибрахим-паше.
Године 1841, Витлејем је опет потпао под османску власт под којом је остао све до краја Првог светског рата. За време турске владавине становнике града је погодила незапосленост, велики порези и обавезна војна служба, због чега се велики број становника одселио, већином у Јужну Америку.

### Двадесети век
Након победе у Првом светском рату, Велика Британија и Француска су поделиле освојене османске покрајине. Дана 29. септембра 1923. Витлејем и већина територија западно од реке Јордан су постали дио Британског мандата у Палестини. Према одлуци Генералне скупштине УН-а о подели Палестине 1947, Витлејем је изузет као посебна међународна енклава Јерусалима којом је управљао УН. Током Арапско-израелског рата 1948. град је заузео Јордан. Многе избеглице су из подручја које су заузеле израелске снаге побегле у подручје Витлејема. Касније ће та избегличка подручја постати данашњи избеглички кампови Аза и Аида на северу, те Деишех на југу. Због овог доласка великог броја избеглица, дотад већинско хришћанско становништво Витлејема постало је већинско муслиманско.
Јордан је сачувао контролу над градом све до Шестодневног рата 1967, кад је Витлејем као и остатак Западне обале окупирао Израел. Дана 21. децембра 1995, Израелци су се повукли из Витлејема, а три дана након тога град је, према споразуму, потпао под политичку и војну контролу Палестинске самоуправе.

### Друга интифада
Током друге палестинске интифаде, која је почела 2000—2001, инфраструктура у Витлејему је великим делом оштећена, а градски туризам нарушен. Године 2002, град је био бојиште у великој војној операцији Цахала, израелских војних снага.
Током ове операције Цахал је опколио Цркву Рођења Христовог, где се од Израелаца склонило око 200 Палестинаца, укључујући и групу милитаната. Ова опсада је трајала 39 дана, а у њој је убијено девет милитаната и црквени звонар. Опсада је завршена споразумом о прогонству тринаест милитаната у разне европске земље и Мауританију. Тадашњи папа Јован Павле II жестоко је осудио поступке израелске војске, као и многи други светски функционери.

## Географија
Витлејем се налази на надморској висини од 775 m, што је 30 m више од оближњег Јерусалема. Град се налази на јужном делу Јудејске горе.
Град се налази 73 km североисточно од Газе и Средоземног мора, 75 km западно од Амана у Јордану, 59 km југоисточно од Тел Авива, те 10 km јужно од Јерусалима. Оближњи градови и места су Беит Сафафа (југоисточни Јерусалим) на северу, Беит Џала на северозападу, Хусан на западу, Ал Хадр и Артас на југозападу, те Беит Сахур на истоку. Беит Сахур и Беит Џала налазе се унутар ширег урбаног подручја Витлејема, а унутар града налазе се и избјеглички кампови Аида и Ал Аза.

### Стари град
Стари град се налази у средишту Витлејема. Стари град састоји се од осам четврти које се у мозаичком стилу налазе око трга Мангер. Четврти су ал-Наџаџрех, ал-Фарахијех, ал-Анатрех, ал-Тараџмех, ал-Кававка, Хреизат и ал-Фавагрех, од којих је само ал-Фавагрех муслиманска четврт, док су остале хришћанске. Хришћанске четврти су већином назване по арапском клану Гасаниди, који се овде населио. Четврт Ал-Кававка основали су арапски хришћани који су се овде доселили из оближњег града Такја у 18. веку. Изван старог града налази се и једна сирска четврт чији су се становници доселили из Midyatа у Курдистану. Свеукупно у старом граду живи око 5.000 становника.

### Клима
У граду влада средоземна клима с топлим и сувим летима и хладним зимама. Зимско раздобље које траје од средине децембра до средине марта је често кишовито и хладно. Најхладнији месец у години је јануар, када се температуре крећу од 1 °C до 13 °C. Најтоплије раздобље године је између маја и септембра. Најтоплији мјесец у години је август с просјеком од 27 °C. Годишње просечно на Витлејем падне око 700 mm кише, од чега 70% између новембра и јануара.
Просечна годишња влажност је 60%, а највиша је између јануара и фебруара. Најнижи нивои влажности су у мају. Роса се ствара у до 180 ноћи годишње. На град климатски делује Средоземно море с поветарцем, те топли, суви, пешчани ветрови који долазе из Арабијске пустиње.

## Становништво
| Година          | Становника |
| --------------- | ---------- |
| 1945.           | 8,820      |
| 1961.           | 22.450     |
| 1983.           | 16.300     |
| 1997.           | 21.930     |
| 2004. (процена) | 28.010     |
| 2005. (процена) | 29.020     |
| 2006. (процена) | 29.930     |

Према проценама Палестинског завода за статистику, у Витлејему је средином 2006. живело 29.930 становника. Према службеном попису из 1997. у граду је живело 21.670 особа, од чега су 6.570 биле избеглице, које су тада чиниле 30,3% становништва града Верски састав становништва града 1998. било је следећи: 67% чинили су сунитски муслимани, а 33% хришћани, већином грчки православци и римокатолици. До 2005. године, број хришћана у граду смањио се на 20%. Упркос чињеници да је ислам религија највећег дела становништва у Витлејему, у граду постоји само једна муслиманска богомоља. То је Омарова џамија која се налази на тргу Мангер.
Према попису из 1997, старосни састав становништва био је: 27,4% становништво испод 10 година старости, 20% становништво између 10 и 19 година, 17,3% стан. од 20 до 29 год., 17,7% стан. од 30 до 44, 12,1% стан. од 45 до 64, те 5,3% становништво старије од 65 година. У граду је тада живело 11.079 мушкараца и 10.594 жена.

### Хришћанско становништво
Већина витлејемских хришћана сматрају се потомцима арапских хришћанских кланова са Арабијског полуострва, укључујући и два највећа у граду: ал-Farahiyya и ан-Најајрех. Чланови клана ал-Фарахиууа сматрају се потомцима Гасанида који су се из Јемена преселили у Мојсијеву долину у Јордану, а клан ан-Најајрех потиче од Арапа из Наџрана у јужном Хиџазу. Витлејемски клан ал-Анантрех такође потјече са Арабијског полуострва.
Удео хришћана у становништву Витлејема стално опада, највећим делом због исељавања становништва. За овај пад је једним делом одговоран и нижи наталитет међу хришћанима у поређењу са муслиманима.
Године 1947, хришћани су чинили 75% становништва у граду, да би до 1998. пали на 33%. Иако Палестинска самоуправа споразумом јамчи једнакост витлејемским хришћанима, забележено је неколико насилних инцидената које су починили полиција и милитантне фракције против хришћана.
Велики утицај на хришћанску мањину имало је и избијање друге интифаде, која је узроковала туристички, а тиме и привредни пад, који је јако погодио локалне хришћане будући да су они власници многих хотела и других предузећа за туристичке услуге. Статистичка анализа која се бавила питањем одласка хришћана из Витлејема је као разлог навела недостатак привредних и образовних прилика. Након друге интифаде, 10% хришћана је напустило град.
Према истраживању које је 2006. спровео Палестински центар за истраживање и културни дијалог над витлејемским хришћанима, 90% локалних хришћана сматра муслимане пријатељима, 73,3% сматра да се Палестинска самоуправа односи с поштовањем према хришћанској баштини града, а 78% сматра да је за одлазак хришћана из Витлејема одговорна израелска политика забране путовања у то подручје.
Службена Хамасова политика је подршка хришћанском становништву Витлејема, иако су је појединци критиковали за подизање исламског утицаја у граду.

## Привреда
Велики део градске привредне активности чини трговина, поготово за време Божића. На главним градским улицама и пијацама налазе се радње у којима се продају рукотворине, источњачки зачини, накит и оријенталне посластице (као баклава).
Традиција израде рукотворина је врло дуга у овом граду у којем се налазе бројне трговине гдје се продају резбарине у маслиновом дрву које се раде од локалних маслина. Ови радови су главни сувенир којег туристи купују у Витлејему. У граду је врло важна и ручна израда религијских предмета као што су кипови од маслиновог дрва и крстови. Традицију израде предмета од седефа у Витлејем су увели фрањевци из Дамаска у 14. веку.
Неке од осталих привредних активности у граду су израда текстилних предмет аи намештаја, производња боје, пластике, синтетичке гуме, грађевинских материјала, хране итд. У Витлејему се налази винарија „Кремисан“ основана 1885, која извози вина у неколико земаља. Вино производе редовници у самостану, а винова лоза се узгаја у подручју Ал Хадра. Овај самостан годишње производи око 700.000 литара вина.

### Туризам
Туризам је најважнија привредна активност града у којем, за разлику од осталих палестинских градова, већина радног становништва није запослена у Израелу. Преко 25% радно активног становништва ради у туризму, који чини 65% прихода града, те 11% прихода Палестинске самоуправе.
Најважнија туристичка атракција Витлејема је Црква Рођења Христовог, која у великом броју привлачи хришћанске ходочаснике. Црква се налази у средишту града на делу трга Мангер, изнад места где се наводно родио Исус. У близини се налази мјесто где је св. Јероним тридесет година преводио хебрејске записе на латински.
У Витлејему се налази преко 30 хотела. Хотел „Jacir Palace“ који се налази близу цркве, изграђен је 1910. и најпознатији је у граду. Иако је хотел затворен 2000. за време насиља у другој интифади, поново је отворен 2005. године.

## Култура

### Музеји
Унутар општинских граница Витлејема се налазе четири музеја. У Позоришту и музеју јаслица налази се 31 тродимензионални модел којима су приказане значајне фазе у Исусовом животу. Ово позориште приказује и 20-минутну анимирану представу. Музеј Бад Гиацаман налази се у Старом граду у Витлејему. Овај музеј из 18. века посвећен је историји производње маслиновог уља.
У музеју Баитуна ал-Талхами који је основан 1972, могуће је детаљније видети културу локалног витлејемског становништва. У граду се налази и Међународни музеј Исусовог рођења који је покренуо УНЕСКО.

### Културни центри
У Витлејему се налази Центар палестинске баштине, који је основан 1991. године. Овај центар је посвећен заштити и промоцији палестинских везова, уметности и фолклора. Витлејемски међународни центар је центар који се примарно бави витлејемском културом и нуди разне активности.
У граду се налази један дио Националног музичког конзерваторијума Едвард Саид којег похађа око 500 ученика. Главни циљеви ове установе су музичко образовање деце, подучавање учитеља за друге школе, те проучавање палестинске фолклорне музике.

### Божићне прославе
У Витлејему се Божић слави на три различита датума: римокатолици и протестанти славе га 25. децембра, православци, као и коптски и сиријски оријентално-православни хришћани славе га 7. јануара, док јерменски оријентално-православни хришћани Божић славе 19. јануара. Већина хришћанских процесија пролази кроз трг Мангер, крај Цркве Рођења Христовог. Католичка миса одржава се у цркви св. Катарине.

### Фестивали
Витлејем, као и многа друга палестинска места, учествује у фестивалима повезаним са свецима и пророцима који су везани уз палестински фолклор. Један од таквих годишњих фестивала је Прослава св. Ђорђа (Хизир) која се одржава од 5. до 6. маја. Грчки православци тада у процесији иду до оближњег града Ал Хадра где се у води око манастира св. Ђорђа крсте деца, те се ритуално жртвује овца.
Прослава св. Илије (Мар Елиас) одржава се на сличан начин, само је тад процесија усмерена према манастиру св. Илије који се налази северно од Витлејема. Ова прослава посвећена је чудима која се приписују овом свецу, који је популарна личност у Палестини.

## Политика
Витлејем је сједиште (мухфаза) Витлејемске губерније.
Први општински избори у Витлејему одржани су 1876. када су мухтари свих четврти у Старом граду (искључујући сирску четврт) одлучили да изаберу локално веће од седам чланова које ће представљати сваки клан у граду. Донесен је и закон према којем би у случају да нпр. градоначелник буде католик, заменик градоначелника морао бити грчки православац.
За време беитанске и јорданске власти, сирској четврти је допуштено учествовање у изборима, као и бедуинима Та'амрах, те палестинским избјеглицама, чиме се број чланова у локалном већу попео на једанаест. Године 1976, донесена је допуна закона која је допустила женама право гласа и право избора у веће, а касније је старост потребна за гласање померена са 21 на 25 година старости.
Данас се Витлејемско општинско веће састоји од 15 већника, укључујући градоначелника и заменика градоначелника. Према посебном закону градоначелник и већина већника морају бити хришћани, док остатак места у већу није посебно резервисан за одређену религију.
Постоји неколико грана политичких странака које учествују у већу, укључујући комунисте, исламисте и секуларисте. Обично већину већничких мјеста заузимају левичарске фракције Палестинске ослободилачке организације, какве су Народни фронт за ослобођење Палестине и Палестинска народна странка. На задњим палестинским општинским изборима 2005. године, већину нерезервисаних места у Витлејемском општинском већу освојио је Хамас.

### Списак градоначелника
Према општинском закону Витлејема, градоначелник и замјеник градоначелника морају бити хришћани.
- Микхаил Абу Саадех - 1876.
- Кхалил Yaqub - 1880.
- Сулеиман Јацир - 1884.
- Исса Абдуллах Марцус - 1888.
- Yaqub Кхалил Елиас - 1892.
- Ханна Мансур - 1895.-1915.
- Салим Исса ал-Батарсех - 1916.-17.
- Салах Гириес Jaqaman - 1917.-21.
- Муса Qattan - 1921-25
- Ханна Ибрахим Миладах - 1926.-28.
- Ницолоа Атталах Схаин - 1929.-33.
- Ханна Исса ал-Qawwas - 1936.-46.
- Исса Басил Бандак - 1946.-51.
- Елиас Бандак - 1951.-53.
- Афиф Салм Батарсех - 1952.-53.
- Елиас Бандак - 1953.-57.
- Ayyub Мусаллам - 1958.-62.
- Елиас Бандак - 1963.-72.
- Елиас Фреиј - 1972.-97.
- Ханна Нассер - 1997.-2005.
- Вицтор Батарсех (тренутни градоначелник) - 2005.-[тражи се извор]

## Образовање
Према палестинском централном заводу за статистику, године 1997. је око 84% становништва Витлејема старијег од 10 година било писмено. Од свеукупног становништва града, 10.414 особа похађало је у то време школу (4.015 први ниво основне школе, 3.578 други ниво, те 2.821 средњу школу). Око 14,1% ученика средњих школа је тад матурирало. Године 2006, у Витлејемској губернији било је 135 школа, од чега је њима 100 управљало Министарство образовања Палестинске самоуправе, са седам је управљала UNRWA, а 28 школа било је приватно.
У граду се налази Витлејемски универзитет, који је католичка установа високог образовања отворена 1973. и која је отворена за студенте свих религија. Ово је први универзитет основан на Западној обали, а његови корени сежу до 1893. када су Браћа хришћанских школа отворила образовне установе широм Палестине и Египта.

## Саобраћај
У Витлејему се налазе три аутобуске станице којима управљају приватна предузећа која нуде превозне услуге до Јерусалима, Беит Џале, Беит Сахура, Хеброна итд. У граду постоје и две станице за таксије који возе за Беит Џалу, Беит Сахур, Јерусалим, Туку' и Херодиј. Такође постоје и две службе за најам аутомобила. Аутобуси и таксији с локалним палестинским регистарским таблама не смеју улазити у Израел, укључујући и Јерусалим, без дозволе.

### Ограничења кретања
Израелска изградња сигурносне ограде се одразила на Витлејем у политичком, друштвеном и привредном смислу. Ограда пролази уз северну страну града, и удаљена је неколико метара од избегличког логора Аида.
Да би се ушло или изашло из подручја Витлејемске агломерације у остатак Западне обале, потребно је проћи низ израелских сигурносних тачака и блокада путева. За улазак из Западне обале у подручје Јерусалима потребна је дозвола. Добијање тих дозвола било је изразито тешко, иако је Израел сада подигао терминал за олакшавање саобраћаја између ова два суседна града.
Палестинцима није дозвољен улаз без дозволе у Рахелин гроб, који је једна од светих локација јудаизма, и који се налази у Витлејемској периферији. Израелски грађани не могу ући у Саломонске базене који су недалеко од града без дозволе израелске војске.

## Збратимљени градови
Градови и регије збратимљени с Витлејемом су:
| - Мариквил, Аустралија - Штојр, Аустрија - Натал, Бразил - Валињос, Бразил - Тржебеховице под Оребем, Чешка - Виља Алемана, Чиле - Консепсион, Чиле - Шартр, Француска - Paray-ле-Монијал, Француска - Стразбур, Француска - Атина, Грчка - Асизи, Италија - Чивитавекија, Италија - Фиренца, Италија | - Гречо, Италија - Регија Лацио, Италија - Милано, Италија - Орвијето, Италија - Павија, Италија - Пратовекио, Италија - Сан Минијато (Пиза), Италија - Сант Анастазија, Италија - Регија Умбрија, Италија - Верона, Италија - Преторија, Јужноафричка Република - Монтереј, Мексико - Рабат, Мароко - Келн, Немачка | - Хаг, Холандија - Сарпсборг, Норвешка - Куско, Перу - Ченстохова, Пољска - Лисабон, Португалија - Санкт Петербург, Русија - Берлингтон, САД - Џоплин, САД - Орландо, САД - Сарагоса, Шпанија - Кордоба, Шпанија - Леганес, Шпанија - Јалвак, Турска - Глазгов, УК - Абу Даби, УАЕ |